# Exocentrus bifuscomaculatus
Exocentrus bifuscomaculatus es una especie de escarabajo longicornio del género Exocentrus, categorizada en la tribu Exocentrini, de la subfamilia Lamiinae. Fue descrita por Breuning & Teocchi en 1976.

## Descripción
Mide 3,25 mm de longitud.

## Distribución
Se distribuye por Gabón.